# Năvodari

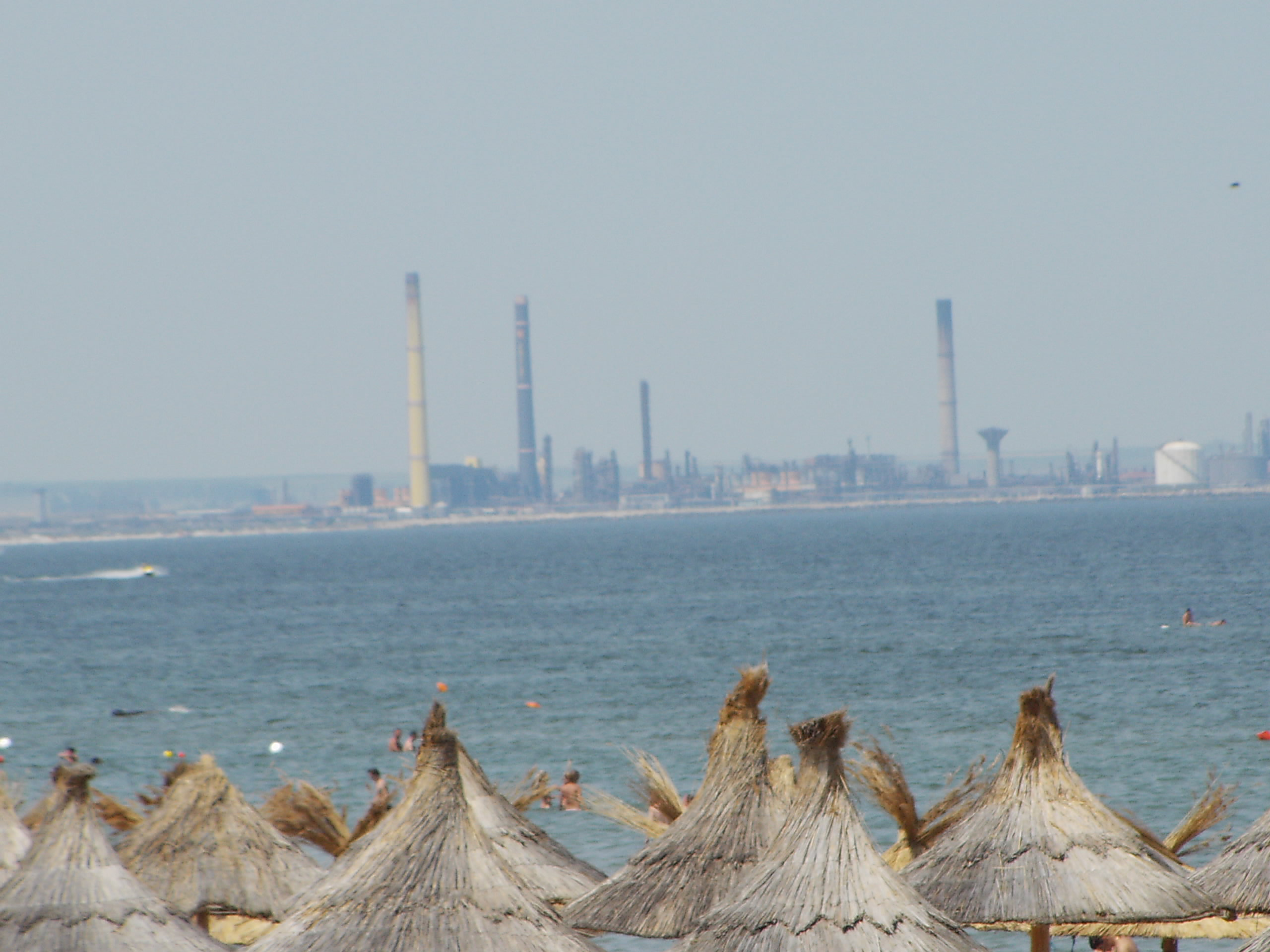
Raffinerie à Năvodari

Năvodari est un port du județ de Constanța au sud-est de la Roumanie, sur les rives de la mer Noire.
La population était de 31 554 habitants en 2011.

## Démographie
Lors du recensement de 2011, 89,45 % de la population se déclarent roumains, 1,69 % comme lipovènes (6,47 % ne déclarent pas d'appartenance ethnique et 2,37 % déclarent appartenir à une autre ethnie).

## Politique
| Parti | Parti                                      | Sièges |
| ----- | ------------------------------------------ | ------ |
|       | Parti social-démocrate (PSD)               | 10     |
|       | Parti national libéral (PNL)               | 5      |
|       | Parti Mouvement populaire (PMP)            | 2      |
|       | Alliance des libéraux et démocrates (ALDE) | 1      |
|       | Parti Roumanie unie (PRU)                  | 5      |